# Булатка
Булатка (Cephalanthera Rich.) — рід рослин з родини орхідних або зозулинцевих (Orchidaceae).

## Етимологія
Назва з грецької означає «голова» і «пиляк». Надана через своєрідно розташовані квітки, що стирчать догори пиляками.

## Загальна біоморфологічна характеристика

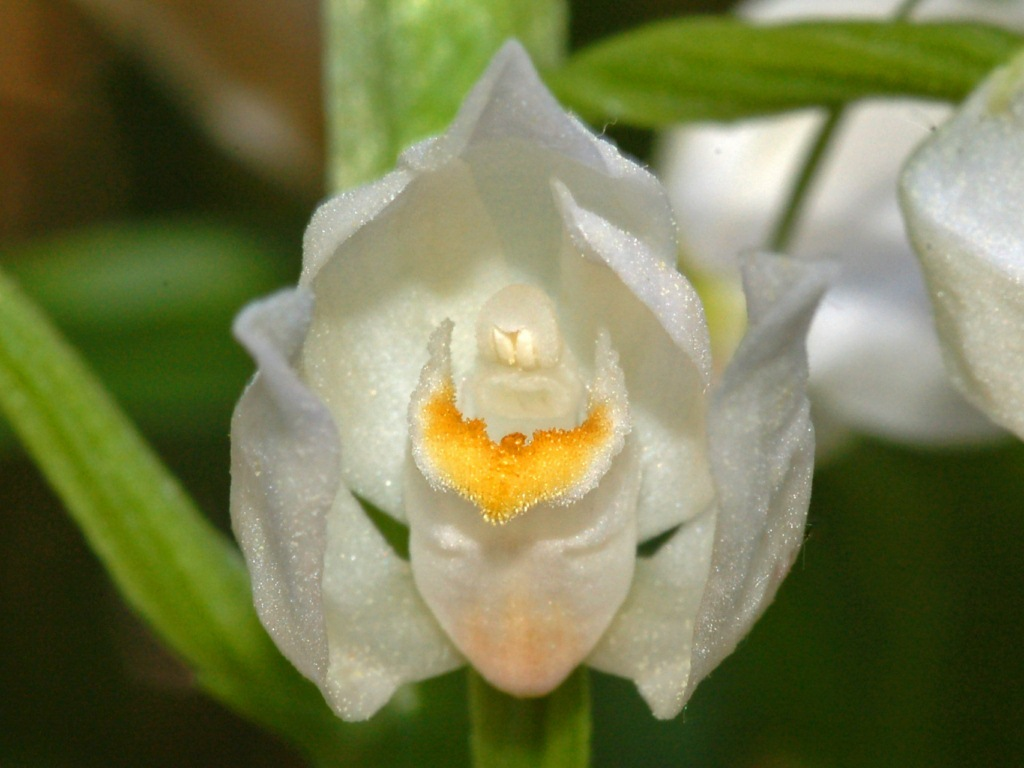
Квітка булатки довголистої

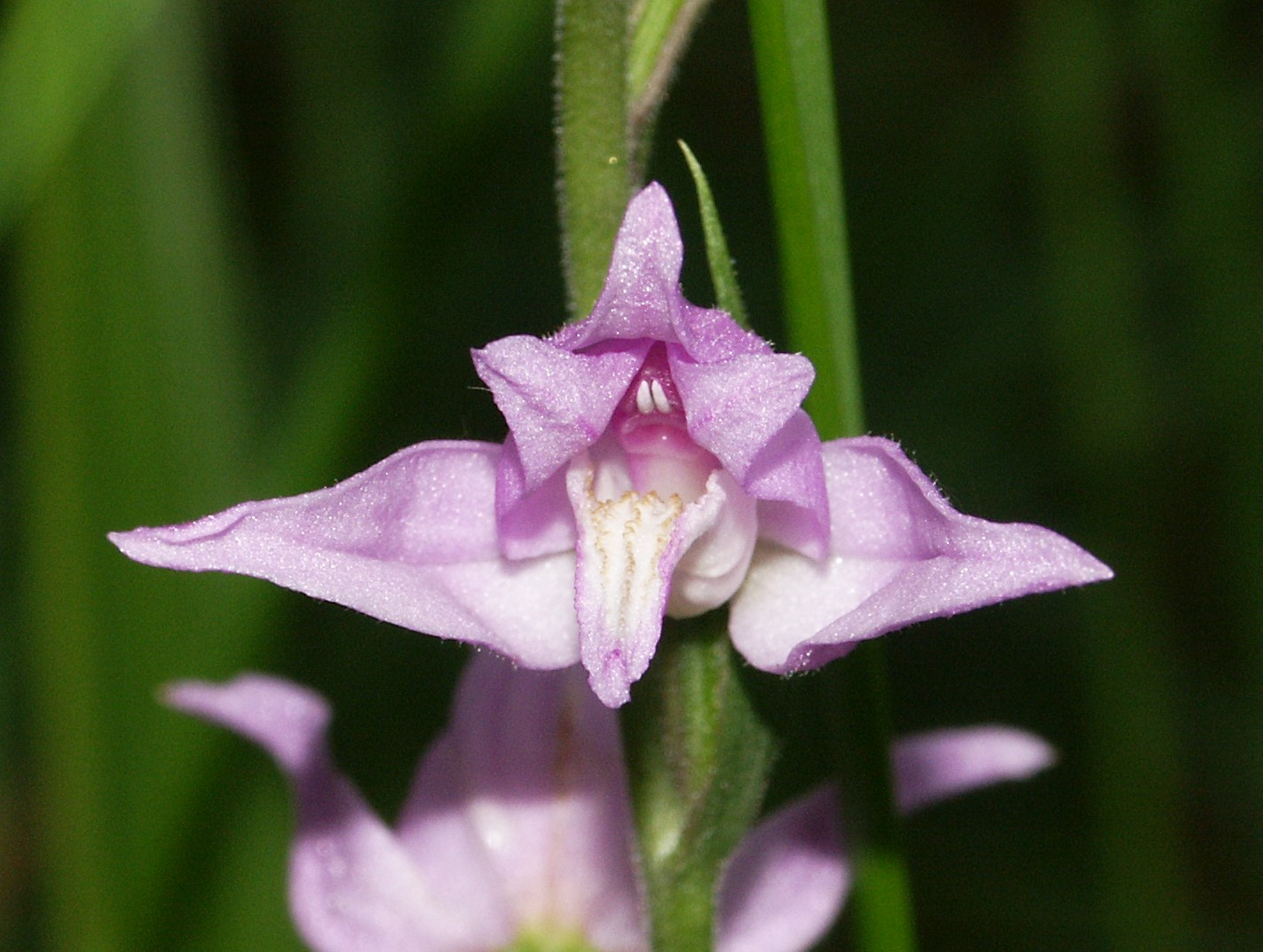
Квітка булатки червоної

Багаторічні трав'янисті рослини з кореневищами та високими прямими або звивистими облистяними стеблами і порівняно великими (2 — 2,5 см завдовжки) білими або яскраво рожевими квітками, зібраними в прямий нещільний колос. Чашолистки і пелюстки, подібні між собою, складені разом губою в дзвоникувату або бутоновидну оцвітину. Губа коротка, в середній частині з перетяжкою, трилопатева, в задній частині вогнута, попереду бутоновидна або широко-овальна, з хвилястим краєм і кількома гребінчастими виростами. Зав'язь циліндрична, слабо скручена.

## Поширення
Рід поширений в Північній Африці, Євразії до Індокитаю. Один вид поширений на заході Північної Америки (Cephalanthera austiniae (A.Gray) A.Heller).

### Поширення в Україні
В Україні ростуть три види булатки:
1. Булатка великоквіткова (Cephalanthera damasonium (Mill.) Druce
2. Булатка довголиста (Cephalanthera longifolia (L.) Fritsch.
3. Булатка червона (Cephalanthera rubra (L.) Rich.

## Охорона у природі
Всі три види булатки, що ростуть в Україні, занесені до Червоної книги України. Один вид — Cephalanthera cucullata входить до Червоного списку Міжнародного Союзу Охорони Природи.

## Види
За різними даними рід Булатка налічує від 14 до 25 видів.
Список видів за даними сайту «The Plant List»:
| № п/п | Біноміальна назва                                        | Зображення |
| 1     | Cephalanthera alpicola Fukuy.                            |            |
| 2     | Cephalanthera austiniae (A.Gray) A.Heller                |            |
| 3     | Cephalanthera calcarata S.C.Chen & K.Y.Lang              |            |
| 4     | Cephalanthera caucasica Kraenzl.                         |            |
| 5     | Cephalanthera cucullata Boiss. & Heldr.                  |            |
| 6     | Cephalanthera damasonium (Mill.) Druce                   |            |
| 7     | Cephalanthera epipactoides Fisch. & C.A.Mey.             |            |
| 8     | Cephalanthera erecta (Thunb.) Blume                      |            |
| 9     | Cephalanthera ericiflora Szlach. & Mytnik                |            |
| 10    | Cephalanthera exigua Seidenf.                            |            |
| 11    | Cephalanthera falcata (Thunb.) Blume                     |            |
| 12    | Cephalanthera gracilis S.C.Chen & G.H.Zhu                |            |
| 13    | Cephalanthera humilis X.H.Jin                            |            |
| 14    | Cephalanthera kotschyana Renz & Taubenheim               |            |
| 15    | Cephalanthera kurdica Bornm. ex Kraenzl.                 |            |
| 16    | Cephalanthera longibracteata Blume                       |            |
| 17    | Cephalanthera longifolia (L.) Fritsch                    |            |
| 18    | Cephalanthera × mayeri (E.Mayer & Zimmerm.) A.Camus      |            |
| 19    | Cephalanthera nanchuanica (S.C.Chen) X.H.Jin & X.G.Xiang |            |
| 20    | Cephalanthera pusilla (Hook.f.) Seidenf.                 |            |
| 21    | Cephalanthera × renzii B.Baumann & al.                   |            |
| 22    | Cephalanthera rubra (L.) Rich.                           |            |
| 23    | Cephalanthera × schaberi H.Baumann                       |            |
| 24    | Cephalanthera × schulzei E.G.Camus                       |            |
| 25    | Cephalanthera × taubenheimii H.Baumann                   |            |